# صبري موسى
صبري موسى (1932 - 18 يناير 2018) كاتب روائي وصحفي وسيناريست مصري. 
ولد في محافظة دمياط عام 1932، وهو من كتاب القصة البارزين في مصر، تخرج من مدارس دمياط وعمل في الصحافة وتعددت مؤلفاته في أدب الرحلات والقصة القصيرة والسيناريو و في الرواية ولقد عمل مدرساً للرسم لمدة عام واحد ، ثم صحافياً في جريدة الجمهورية، وكاتباً متفرغاً في مؤسسة «روز اليوسف»، وعضواً في مجلس إدارتها، ثم عضواً في اتحاد الكتاب العرب، ومقرراً للجنة القصة في المجلس الأعلى للثقافة وقد ترجمت أعماله لعدة لغات.

## أشهر أعماله
1. سيناريوهات أفلام * البوسطجي * الشيماء * قنديل أم هاشم * قاهر الظلام * رغبات ممنوعة * أين تخبئون الشمس
2. قصص قصيرة * القميص * وجها لظهر * حكايات صبري موسى * مشروع قتل جارة .
3. روايات * حادث نصف المتر * فساد الأمكنة * السيد من حقل السبانخ .
4. أدب الرحلات * في البحيرات * في الصحراء * رحلتان في باريس و اليونان .||رحلة النسيان|| تخص الصحفي موسى صبري .

## التكريم
- جائزة الدولة التشجيعية في الأدب عام 1974.
- وسام الجمهورية للعلوم والفنون من الطبقة الأولى عن أعماله القصصية والروائية عام 1975.
- جائزة «بيجاسوس» من أميركا، وهي الميدالية الذهبية للأعمال الأدبية المكتوبة بغير اللغة عام 1978.
- وسام الجمهورية للعلوم والفنون عام 1992.
- جائزة الدولة للتفوق عام 1999.
- جائزة الدولة التقديرية عام 2003.

## وفاته
توفي يوم 18 يناير 2018 في منزله بحضور زوجته الصحفية «أنس الوجود رضوان» بمحافظة الجيزة عن عمر يناهز 86 عاماً.